# Донской 16-й казачий полк
16-й Донской казачий генерала Грекова 8-го полк — лёгкий кавалерийский полк Русской Императорской армии.
Первоочередной полк 16-го полкового звена, которое составляли: 16-й генерала Грекова 8-го, 33-й и 50-й Донские казачьи полки. Звено комплектовались казаками станиц Заплавской, Бессергеневской, Мелиховской, Старочеркасской, Манычской, Багаевской, Егорлыцкой, Елизаветинской, Новониколаевской Черкасского, Ростовского и Таганрогского округов. Сборный пункт в Новочеркасске; для 50-го полка — Ростов-на-Дону.

## Ранние формирования полка
16-й Донской казачий полк являлся прямым наследником Донского казачьего № 31 Сергеева полка, который был сформирован в середине 1820-х годов XIX века и принимал участие в Кавказских кампаниях против персов в 1826—1828 годах и против турок в 1828—1829 годах.
Впервые Донской казачий полк под № 16 был сформирован 26 мая 1835 года на основании нового положения о Донском казачьем войске. Периодически этот полк созывался в строй и распускался на льготу, также менялся его текущий номер (в зависимости от свободного номера полка при созыве). Кроме номера в названии полка также положено было означать и имя его текущего командира.
Полк долгое время находился на Кавказе и принимал участие в походах против горцев.

## Окончательное формирование полка
27 июля 1875 года с Дона на внешнюю службу был вызван очередной Донской казачий № 15 полк.
В 1877—1878 годах полк состоял в 1-й Донской казачьей дивизии генерала И. И. Шамшева и принимал участие в военных действиях против турок в Болгарии.
13 августа 1882 года полк был обращён во второочередной. 23 марта 1888 года снова был переведён в первоочередные полки и с больше на льготу не распускался.
С 24 мая 1894 года полк именовался как 16-й Донской казачий полк. 26 августа 1904 года вечным шефом полка был назван генерал Греков 8-й и его имя было присоединено к имени полка.
Принимал участие в Первой мировой войне.

## Униформа
Шифровка на погонах — алая «16.» С 18 октября 1915 г. шифровка изменена на «16.Д.». При общей казачьей форме полк носил мундиры, чекмени, клапана шинелей и погоны — тёмно-синие, лампасы, верх папахи, околыши, выпушки на погонах и клапанах шинели — алые. Петлицы — См.: «Знаки отличия».

## Знаки отличия
- Полковое Георгиевское знамя, пожалованное 29 апреля 1869 года (отличие унаследованно от Донского казачьего Карпова (Сергеева) полка, которому знамя с этой надписью было пожаловано 21 сентября 1831 года). Рисунок неизвестен. Навершие образца 1867 (Г.Арм.) высеребренное. Древко чёрное. «За отличіе / въ Персидскую и Турецкую / войны 1827 / и 1828 годовъ». К Первой мировой состояние знамени плохое. Судьба знамени неизвестна.
- На воротниках и обшлагах мундира одиночные белевые петлицы на воротнике и обшлагах нижних чинов, пожалованные 6 декабря 1908 года.

## Командиры полка
- в 1877—1878 — полковник Слюсарев (Николай Александрович?)
- 23.03.1889 - 06.05.1894 полковник А.А.Каюнчин
- 02.06.1894 — 02.04.1899 — полковник Филенков, Василий Иванович
- 20.08.1899 — 01.05.1902 — полковник Жиров, Михаил Семёнович
- 15.02.1903 — 09.09.1904 полковник Чеботарев Степан Степанович
- 07.09.1904 - 05.02.1907 полковник В.И.Лапин
- 05.02.1907 — 14.01.1912 — полковник Кунаков, Ефим Фёдорович
- 10.03.1912 — 02.02.1915 - полковник Володин Степан Петрович[2]
- 02.02.1915 - полковник Д.И.Юдин

## Офицеры полка
- Карасёв, Дмитрий Фёдорович — выпущен в полк хорунжим из Новочеркасского казачьего училища 6 августа 1911. Сотником с 5 октября 1914 г. За отличие в делах награждён орденами: Святого Станислава 3-й степени с мечами и бантом, Святой Анны 3-й степени с мечами и бантом (оба 21 марта 1916 г.)[3].